# Opharus linus
Opharus linus là một loài bướm đêm thuộc phân họ Arctiinae, họ Erebidae.